# Kailahun (district)
Het district Kailahun is gelegen in de provincie Eastern in Sierra Leone.